# Austroaeschna inermis
Austroaeschna inermis är en trollsländeart som beskrevs av Martin 1901. Austroaeschna inermis ingår i släktet Austroaeschna och familjen mosaiktrollsländor. Inga underarter finns listade i Catalogue of Life.